# Serguey Torres
Serguey Torres Madrigal, född den 20 januari 1987 i Sancti Spíritus, Kuba, är en kubansk kanotist.
Han tog bland annat VM-brons i C-2 200 meter i samband med sprintvärldsmästerskapen i kanotsport 2005 i Zagreb.
Vid olympiska sommarspelen 2020 i Tokyo tog Torres guld i C-2 1000 meter. Vid VM i Köpenhamn 2021 tog han tillsammans med Fernando Jorge brons i C-2 1000 meter.